# De Drie Steden
De Drie Steden was een regionaal-historisch tijdschrift, dat van 1980 tot 2011 uitgegeven werd door het Streekarchivariaat Tiel-Buren-Culemborg (later Regionaal Archief Rivierenland genaamd). Het tijdschrift bevat artikelen over de historie van het werkgebied en de daarin aanwezige steden en dorpen.
In zijn soort was het langere tijd uniek in Nederlands archievenland. Het bevat de resultaten van primaire onderzoeken, geschreven door professionele en amateurhistorici over de geschiedenis van de steden, dorpen en woonkernen van het rivierenland, in het bijzonder de steden Tiel, Buren en Culemborg. Primair werd gebruik gemaakt van de onder het beheer van de archiefdienst geplaatste archieven en collecties afkomstig van de overheid, bedrijven en personen. Het verscheen driemaal per jaar en een enkele keer met een extra nummer, in totaal 98 nummers. Het tijdschrift bevat gedetailleerde en controleerbare erfgoedinformatie, dat zoveel mogelijk op een voor een breed publiek leesbare wijze in de vorm van artikelen is vastgelegd.

## Hoe het begon
Als voorbeeld diende het in 1978 door het gemeentearchief Dordrecht uitgegeven historisch tijdschrift Kwartaal en teken. Voor de financiering kon gebruik gemaakt worden van een publicatiefonds, gesticht met een deel van het geld dat bij de liquidatie van de achttiende-eeuwse Weg van Tiel naar Buren en Culemborg was vrijgekomen. Voor de werving van abonnees werden de historische kringen in de omgeving benaderd. Op een enkeling na, gaven die allemaal hun medewerking. Kopij was ook geen probleem, de potentiële auteurs waren de dagelijkse bezoekers in de studiezalen. Bij gebrek aan kopij zorgden de archiefmedewerkers zelf voor een bijdrage. De drie toen in dienst zijnde archivarissen, A. Houtkoop, H.H. Huitsing en W. Veerman vormden de redactie.

## Naam en vignet
De naam De Drie Steden verwees naar de steden die in 1961 de oprichters waren van de toenmalige archiefdienst. De basis van het tussen 1980 en 1999 gevoerde vignet werd gevormd door de kleuren van de wapens van de drie historische steden, die vanaf 1961 deelnemers waren aan de toenmalige gemeenschappelijke regeling Streekarchivariaat Tiel-Buren-Culemborg: geel-zwart voor Tiel, rood-wit voor Buren en rood-geel voor Culemborg. Deze regeling was een symbool geworden van eeuwenlange onderlinge concurrentie, maar tevens van de eveneens eeuwenlange samenwerking en verbondenheid. Dit laatste werd aangegeven door de kruisende lijnen. De 'open plek' was een aanduiding voor de ruimte die er altijd geweest is voor andere deelnemers aan de regeling. Deze kwamen, maar pas in 1999 en 2009.
Het TBC-archief werd in september 1999 samengevoegd met het in 1993 opgerichte Streekarchivariaat KLEM-gemeenten (Kesteren, Lienden, Echteld en Maurik). De ‘L’ en de ‘M’ daarvan gingen door een gemeentelijke herindeling per januari 1999 met Buren op in een nieuwe gemeente Buren. De K en de E werden de basis voor de nieuwe gemeente Neder-Betuwe. De nieuwe naam werd Regionaal Archief Rivierenland. En in 2009 werden daarbij gevoegd de gemeenten Geldermalsen en Neerijnen van het opgeheven Streekarchivariaat West-Betuwe. Het logo van de archiefdienst dekte daardoor de lading niet meer, zodat dit moest vervallen. Na lang wikken en wegen of ook de naam van het tijdschrift aangepast moest worden, werd daarvan afgezien en werd de naam ‘De Drie Steden’ gehandhaafd. Tiel, Buren en Culemborg bleven ondanks herindelingen toch de enige ‘historische’ steden in het werkgebied. Tot en met nummer 1 van de 21e jaargang was de naam daarom ‘De Drie Steden, Regionaal-historisch tijdschrift voor Tiel, Buren en Culemborg’. Met ingang van nummer twee van jaargang 21 vielen de namen van de steden weg en werden vervangen door ‘-het Rivierenland’.
Het ontwerp voor het oorspronkelijke vignet werd aan het toenmalige streekarchivariaat 'om niet' ter beschikking gesteld door Piet van der Have. Hij was oud-medewerker van het Stedelijk Museum te Amsterdam en was in 1980, samen met zijn vrouw, beheerder van het toenmalige museum De Fonteyn in het Jan van Riebeeckhuis te Culemborg. De in 2001 ingevoerde nieuwe lay-out voor de omslag werd door de drukker, Meerpaal Grafimedia ontworpen.

## Andere lokaal-historische tijdschriften
De Drie Steden zou als tijdschrift in het Rivierengebied niet alleen staan. Bij de diverse historische kringen in de omgeving bestonden toen al eigen verenigingsbladen. In de directe omgeving van de archiefdienst publiceerde de Historische Kring West-Betuwe al vanaf 1972 haar Mededelingen en de Historische Kring Kesteren had al vanaf 1968 tot eind 1999 haar tijdschrift Tabula Batavorum. In beide publicaties werden incidenteel op archiefonderzoek gebaseerde historische artikelen geplaatst. De andere daar aanwezige lokale historische instellingen hadden indertijd geen eigen tijdschrift. In 1980 verscheen De Betuwse Poortwachter (1980-1982), een contactblad van de Oudheidkamer voor Tiel en omstreken. Kort daarna, in 1983, ging het op in het tijdschrift Tabula Batavorum. Intussen was in Culemborg vanaf de negentiger jaren door het Oudheidkundig Genootschap AWK Voet van Oudheusden een eigen tijdschrift Voetnoten uitgegeven en werd in 1996 in Buren de Historische Vereniging Pasqualini opgericht met een eigen tijdschrift. Er was toch wel een latente behoefte aan een goed historisch tijdschrift voor het gehele werkgebied van de archiefdienst, bestemd voor een breed publiek. Ondanks de groeiende digitale wereld bleef die behoefte aanwezig, temeer daar de meeste artikelen gebaseerd waren op nooit eerder geraadpleegde bronnen en in die zin inspirerende nieuwe historische publicaties konden opleveren, die anderen weer konden stimuleren daarop verder te gaan.

## Doelstellingen en doelgroep
De idee achter het tijdschrift en de doelgroep waaraan de redactie in 1980 dacht, wordt nog steeds het best weergegeven in de inleiding van het eerste nummer. Met dien verstande, dat het werkgebied daarna is uitgebreid tot meer gemeenten en Waterschap Rivierenland. Volstaan kan worden daaruit het volgende te citeren: Het tijdschrift zal ‘gewijd’ zijn aan de geschiedenis van de plaatsen, welke zich bevinden binnen het werkgebied van het Streekarchivariaat Tiel-Buren-Culemborg. Het is niet de bedoeling de inhoud te laten bestaan uit zwaarwichtige wetenschappelijke historische artikelen, daarvoor bestaan meer geschikte publicatiemogelijkheden. Neen, De Drie Steden wil graag een historisch tijdschrift zijn, dat voor iedereen leesbaar is, ook voor de leek op historisch gebied. Het 'wetenschappelijke' zal dan voornamelijk in de duidelijke bronvermelding te vinden zijn. Evenmin is het de opzet de inhoud alleen door archiefmedewerkers te laten vullen. Iedereen die voor zijn/haar genoegen iets aan archiefonderzoek doet en dit op een verantwoorde wijze samenvat in een artikel, kan dit ter publicatie aanbieden.

## Oplage
In 1980 werd gestart met een oplage van 360 stuks. Na een abonneewervingsactie in 1983 steeg het aantal abonnees met ruim vijftig. Een vergroting van de oplage tot 600 bleek noodzakelijk om ook voor toekomstige abonnees de mogelijkheid open te houden oude jaargangen te verkrijgen en in de losse verkoop te kunnen voorzien. Na een abonneeactie in 1995 bedroeg het aantal abonnees 430. In het jaar 2005 was het aantal abonnees door natuurlijk verloop en het ontbreken van actieve abonneewerving echter teruggelopen tot 328 en in 2011 tot net boven de 100. Aan de terugloop zal zeker bijgedragen hebben dat ook in Culemborg, Buren en Tiel de historische verenigingen met een eigen tijdschrift waren begonnen, waardoor abonnementen werden opgezegd.

## De Betuwse schatkamer
Honderdenvijf auteurs, van wie 44 afkomstig waren uit het werkgebied van de archiefdienst, 43 uit de rest van het land en achttien medewerkers van de archiefdienst, leverden een of meer bijdragen, in totaal 375 artikelen in 32 jaargangen. Hiervan werd 39% door derden geschreven; van hen was 24% uit het werkgebied afkomstig en 15% uit de rest van Nederland, en 61% werd door de eigen medewerkers geschreven, meestal in hun vrije tijd.

## Waar te raadplegen
Exemplaren van de jaargangen worden onder andere bewaard in de volgende openbare collecties: de handbibliotheek van het Regionaal Archief Rivierenland, de Gelderland Bibliotheek te Arnhem, de Koninklijke Bibliotheek te Den Haag en The Library of Congress te Washington.